# Santo Spirito in Sassia (diaconia)
Santo Spirito in Sassia (in latino: Diaconia Sancti Spiritus in Saxia) è una diaconia istituita da papa Giovanni Paolo II nel 1991.

## Titolari
- Fiorenzo Angelini (28 giugno 1991 - 26 febbraio 2002); titolo pro illa vice (26 febbraio 2002 - 22 novembre 2014 deceduto)
- Dominique Mamberti, dal 14 febbraio  2015